# Желтоголовый очковый сорокопут
Желтоголовый очковый сорокопут, или желтоголовый сорокопут (лат. Prionops alberti), — вид воробьиных птиц из семейства ванговых (Vangidae). Подвидов не выделяют. Эндемик Демократической Республики Конго. Видовое название дано в честь бельгийского короля Альберта I (фр. Albert I, 1875—1934).

## Описание
Желтоголовый очковый сорокопут достигает длины 22-24 см и массы 61—62 г. Половой диморфизм не выражен. Над клювом выступает округлый гребень (длиной до 20 мм), жёлтого цвета, идущий от макушки до уздечки и спускающийся до уровня глаз (жёлтые перья на гребне не всегда заметны в полевых условиях и могут быть с коричневой или серой каймой). Остальная часть оперения чёрная с зеленоватым отливом; иногда на внутренних первостепенных маховых перьях видны белые или серые полосы. Радужная оболочка зеленовато-жёлтая, узкое окологлазное кольцо оранжевого цвета. Клюв чёрный; ноги от тёмно-розового до красноватого цвета. У молодых особей хохолок беловатый, коричневатый или бледно-жёлтый; оперение более тусклое и менее блестящее, глаза карие, клюв коричневатый.
Вокализация малоизвестна. Типичный музыкальный крик, описываемый как «tlu-uk», повторяется до шести раз. Также часто слышатся шумные хоры и дуэты, а также булькающие, стрекочущие, нисходящие, носовые, свиристящие, раскатистые и невнятные звуки.

## Распространение и места обитания
Желтоголовый очковый сорокопут является эндемиком Демократической Республики Конго. Распространён в горах на западе рифта Альбертин. Встречается на высоте 1100—2600 м над уровнем моря (преимущественно на высоте 1400—2500 м). Обитает в горных лесах, лесах с преобладанием хагении и бамбука, а также в первичных тропических лесах. Ведёт оседлый образ жизни, может совершать сезонные вертикальные перемещения.

## Биология
Желтоголовый очковый сорокопут охотится в основном в верхних ярусах растительности, а также ловит летающих насекомых в воздухе, как мухоловковые (Muscicapidae). Поиск пищи всегда происходит в группе, состоящей из 4—8 особей, иногда до 20 особей в группе. Питается насекомыми, например, прямокрылыми (Orthoptera). Вне сезона размножения иногда присоединяется к смешанным группам кормящихся птиц разных видов.
Биология размножения практически не исследована. Откладка яиц отмечена в декабре—апреле и июне—июле, в сезон дождей. Для вида характерно кооперативное размножение. Гнездо сооружается из веток и лишайника, выстилается изнутри корешками, и располагается на высоте 6—7 м над землёй в развилке дерева в средних ярусах горного леса.